# The Paperboy
The Paperboy är en amerikansk långfilm från 2012 i regi av Lee Daniels, med Zac Efron, Matthew McConaughey, Nicole Kidman och John Cusack i rollerna.  Filmen tävlade för en Guldpalm vid filmfestivalen i Cannes 2012. Manuset bygger på romanen med samma namn av Peter Dexter.

## Handling
En idealistisk reporter och hans bror, Ward Jansen (Matthew McConaughey) och Jack Jansen (Zac Efron), undersöker omständigheterna kring ett mord. Hillary van Weter (John Cusack) kommer av avrättas för mordet på en lokal sheriff, Thurmond Call. Call hade tidigare dödat van Wetters kusin när han låg på marken i handbojor. Bröderna Jansen får hjälp av Wards kollega, britten Yardley Acheman (David Oyelowo) och Charlotte Bless (Nicole Kidman). van Wetters har inifrån fängelset blivit förälskad i Bless och han vill att de ska gifta sig om han någonsin släpps ut.

## Rollista
| Zac Efron           | – Jack Jansen        |
| Matthew McConaughey | – Ward Jansen        |
| David Oyelowo       | – Yardley Acheman    |
| Macy Gray           | – Anita / Berättare  |
| Nicole Kidman       | – Charlotte Bless    |
| John Cusack         | – Hillary Van Wetter |
| Scott Glenn         | – W.W. Jansen        |
| Nikolette Noel      | – Nancy              |
| Ned Bellamy         | – Tyree van Wetter   |